# Antilly (Mosella)
Antilly è un comune francese di 118 abitanti situato nel dipartimento della Mosella nella regione del Grand Est.

## Società

### Evoluzione demografica
Abitanti censiti